# David Justice
 (novembre 2018).
Si vous disposez d'ouvrages ou d'articles de référence ou si vous connaissez des sites web de qualité traitant du thème abordé ici, merci de compléter l'article en donnant les références utiles à sa vérifiabilité et en les liant à la section « Notes et références ».
Pour les articles homonymes, voir Justice (homonymie).
David Justice, né le 14 avril 1966 à Cincinnati, Ohio, est un ancien joueur de baseball, évoluant au poste de joueur de champ extérieur au sein de la Ligue majeure de baseball. Il a joué avec les Braves d'Atlanta (1989-1996), les Indians de Cleveland (1997-2000), les Yankees de New York (2000-2001) et les Athletics d'Oakland (2002). Il a reçu le titre de recrue de l'année de la Ligue majeure en 1990 et a participé à trois matchs des étoiles.

## Biographie
Justice a fréquenté le Thomas More College (en) dans le Kentucky. Lorsqu'il était enfant, il voulait jouer au basketball dans la NBA. Sa mère ne pensait pas qu'il y parviendrait et a insisté pour qu'il reçoive une bonne éducation [réf. nécessaire].
Il a été marié à l'actrice Halle Berry de 1993 à 1996. Le 8 février 2001, il épouse Rebecca Villalobos avec laquelle il aura trois enfants.

## Carrière professionnelle

### Au sein desBraves d'Atlanta
David Justice a fait ses débuts dans le baseball majeur en mai 1989, avec les Braves d'Atlanta, qui étaient alors derniers de leur division. Le jeune voltigeur de droite s'est mérité le poste régulier après que le favori des partisans des Braves, Dale Murphy, ait été échangé aux Phillies de Philadelphie. Durant la deuxième moitié de la saison 1990, Justice s'est rapidement retrouvé dans une bonne séquence offensive, finissant la saison avec 28 coups de circuit, ce qui lui a définitivement aidé à être élu recrue de l'année dans la Ligue nationale en 1990. En 1991, les Braves sont soudainement devenus une équipe gagnante, et Justice, qui a terminé la saison avec 87 points produits malgré avoir manqué une partie de la saison en raison d'une blessure, a joué dans sa première Série mondiale. Après avoir vu ses performances diminuer en 1992, Justice a connu une saison 1993 extraordinaire. Il a frappé 40 circuits, produit 120 points et soutiré 78 buts sur balles, finissant troisième dans le vote pour le titre du joueur par excellence derrière Barry Bonds et Lenny Dykstra. Justice avait une moyenne au bâton de ,312, une moyenne de présence sur les buts de ,427 et une moyenne de puissance de ,531 en 1994 au moment où la grève a mis fin à la saison.
Quand le baseball est revenu à l'action en 1995, Justice a aidé ses coéquipiers à gagner le Série mondiale 1995 contre les Indians de Cleveland grâce à un circuit crucial dans le sixième match qui a produit le seul point de la partie, donnant la victoire du match aux Braves 1 à 0 et la victoire de la série 4-2. En mai 1996, une prise sur élan dans un match contre les Pirates de Pittsburgh lui a causé une blessure à l'épaule qui a mis fin à sa saison. Cela serait sa dernière présence au bâton avec les Braves. Le 25 mars 1997, il a été échangé aux Indians de Cleveland en compagnie de Marquis Grissom pour Kenny Lofton et Alan Embree.

### Carrière dans la Ligue américaine
Justice a tout de suite prouvé qu'il lui restait encore plusieurs bonnes saisons. Il a frappé pour ,329/,418/,596 en 1997 en plus de 33 circuits, apparaissant dans une autre Série mondiale. Il a connu de bonnes saisons en 1998 et 1999 avant sa superbe saison en 2000. Cette année-là, il a frappé .286/.377/.584 avec 41 circuits et 118 points produits. Ses excellentes statistiques ont persuadé les Yankees d'échanger trois joueurs pour obtenir ses services à la fin du mois de juin. Justice a été choisi joueur le plus utile de la Série de championnat de la Ligue américaine de 2000 et a gagné sa deuxième Série mondiale.
Sa production a considérablement diminué en 2001, et il a été échangé aux Mets de New York puis aux Athletics d'Oakland après la saison. Il a joué sa dernière saison avec les Athletics en 2002 et a encore joué en séries d'après-saison.
Justice a terminé sa carrière avec une moyenne au bâton de ,279, une moyenne de présence sur les buts de  ,378, une moyenne de puissance de ,500 ainsi que 305 circuits, 903 buts sur balles et 1017 points produits en 1610 matches.
Il est connu aussi pour être un personnage principal au film Le Stratège, où sa compétence avec le marcher a aidé les "Moneyball A's" de 2002 conquérir des équipes avec budgets plus grands. 

### Distinctions
- 3 fois participant au match des étoiles (1993, 1994, 1997)
- Recrue de l'année de la Ligue majeure (1990)
- Joueur le plus utile de la serie de championnat de la Ligue américaine (2000)